# 467
467（四百六十七、よんひゃくろくじゅうしち、よんひゃくろくじゅうなな）は自然数、また整数において、466の次で468の前の数である。

## 性質
- 467は91番目の素数である。1つ前は463、次は479。
  - 約数の和は468。
- 16番目の安全素数である。1つ前は383、次は479。
  - 2つの連続する素数が共に安全素数となる3番目の素数である。1つ前は（7, 11）、次は（1307, 1319）。ただし、( p , p + 12 = 60n + 47, 60n + 59)  の組み合わせと考えた場合は最小である。
- 33番目の左切り捨て可能素数である。1つ前は443、次は523。
- 467 = 467 + 0 × ω (ωは1の虚立方根)
  - a + 0 × ω (a > 0) で表される47番目のアイゼンシュタイン素数である。1つ前は461、次は479。
- 467 = 467 + 0 × i (iは虚数単位)
  - a + 0 × i (a > 0) で表される46番目のガウス素数である。1つ前は463、次は479。
  - ガウス素数かつアイゼンシュタイン素数である23番目の素数。1つ前は443、次は479。
- 46…67 の形の最小の素数である。次は4666667。ただし挟まれた数は無くてもいいとすると最小は47。(オンライン整数列大辞典の数列 A101731)
- 末尾の2桁が67の4番目の素数である。1つ前は367、次は967。(オンライン整数列大辞典の数列 A244773)
- 467 + 764 = 1231
  - 467を逆順に並べた764を加えると1231と素数になる。素数において逆順に並べた数を加えても素数になる12番目の数である。1つ前は463、次は479。(オンライン整数列大辞典の数列 A061783)
- 各位の立方和が623になる最小の数である。次は476。(オンライン整数列大辞典の数列 A055012)
  - 各位の立方和が n になる最小の数である。1つ前の622は14566、次の624は1467。(オンライン整数列大辞典の数列 A165370)
- 467 = 12 + 52 + 212 = 32 + 132 + 172 = 52 + 92 + 192 = 112 + 112 + 152
  - 3つの平方数の和4通りで表せる45番目の数である。1つ前は465、次は469。(オンライン整数列大辞典の数列 A025324)
- 467 = 12 + 52 + 212 = 32 + 132 + 172 = 52 + 92 + 192
  - 異なる3つの平方数の和3通りで表せる43番目の数である。1つ前は454、次は481。(オンライン整数列大辞典の数列 A025341)
- 467 = 13 + 53 + 53 + 63 = 23 + 33 + 63 + 63
  - 4つの正の数の立方数の和で表せる113番目の数である。1つ前は461、次は469。(オンライン整数列大辞典の数列 A003327)
- 各位の和が17になる17番目の数である。1つ前は458、次は476。
  - 各位の和が n になる n 番目の数である。1つ前は376、次は567。

## その他 467 に関連すること
- 西暦467年
- 紀元前467年
- ストロング (USS Strong, DD-467) は、アメリカ海軍の駆逐艦。